# Raimund Wippermann

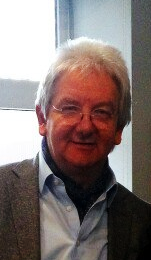
Raimund Wippermann

Raimund Wippermann (* 1956 in Duisburg) ist ein deutscher Chorleiter und Professor.

## Leben
Wippermann studierte Schulmusik, Kirchenmusik, Chorleitung und Latein an der Hochschule für Musik und Tanz Köln, an der Universität zu Köln und an der Königlichen Musikhochschule Stockholm.
1991 wurde er als Domkapellmeister an das Essener Münster berufen und gründete in dieser Funktion 1992 den Mädchenchor am Essener Dom. Diese Tätigkeit beendete er auf eigenen Wunsch zum Ende des Jahres 2020. Mit Verleihung des mittelbar vom Papst verliehenen Gregoriusordens würdigte die katholische Kirche Wippermanns fast 30-jährigen Einsatz für die Kirchenmusik am Essener Dom und die wertvolle musikalische Arbeit mit Kindern und Jugendlichen.
Seit 1997 war Raimund Wippermann Professor für Chorleitung an der Robert Schumann Hochschule Düsseldorf, deren Rektor er seit 2004 war. Im März 2023 trat er in den Ruhestand. 